# گوزن شمالی ایرلندی
گوزن شمالی ایرلندی (نام علمی:  Megaloceros giganteus) بزرگ‌ترین گونه گوزن بود که در مناطق مختلف اوراسیا از ایرلند تا ژاپن زندگی می‌کرد و در حدود ۶ هزار سال پیش از میلاد منقرض شده‌است. چون بیشتر فسیل‌های این جانور در ایرلند پیدا شده به این نام شناخته شده‌است.
این گونه تا اوایل دورهٔ جُومُون در ژاپن وجود داشته‌است اما بر اثر تغییرات دمایی پس از آخرین عصر یخبندان و بالا رفتن درجهٔ حرارت محیط در این کشور نیز منقرض شده‌است. کم‌قدمت‌ترین باقی‌مانده‌هایی که از این جانور کشف شده‌اند مربوط به ۷٬۷۰۰ سال پیش بوده و در سیبری کشف شده‌اند.
در یک مطالعه چنین نتیجه گرفته شده‌است که گوزن شمالی ایرلندی از نظر تبارشناسی به مرال نزدیک است. اما مطالعات بیشتر روی تبارزایش این گونه نشان می‌دهند که نزدیک‌ترین گونهٔ امروزی به آن گوزن زرد اروپایی است.
شاخ این گوزن به‌طور شاخصی بزرگ بوده‌است. یکی از فرضیه‌هایی که برای توضیح این پدیده مطرح شده آن است که گوزن‌های نر در تنازع بقا و برای این که در انتخاب جنسی گونهٔ ماده موفق باشند، بسیار با هم می‌جنگیده‌اند و در نتیجهٔ این فشارها شاخ‌های بزرگ و مستحکمی پیدا کرده‌اند.
در نشان دولت ایرلند شمالی از شمایلی از گوزن شمالی ایرلندی استفاده شده‌است.